# Karl von Kuder
Ludwig Karl Kuder (ab 1820: von Kuder) (* 1. Januar 1787 in Buchsweiler; † 17. Mai 1851 in Darmstadt) war ein hessischer Beamter und Abgeordneter der Zweiten Kammer der Landstände des Großherzogtums Hessen.

## Familie
Karl von Kuder war der Sohn des Geheimen Archivrates Christian Carl von Kuder (1757–1820). Der Vater war 1820 nobilitiert worden. Karl von Kuder trug daher ab 1820 das Adelsprädikat von im Namen. Die Mutter war Caroline Agathe geborene Jäglin.
Karl von Kuder heiratete am 2. Oktober 1813 in Auerbach in erster Ehe seine Frau Friederike Henriette geborene Hahn (1791–1829) und am 4. September 1830 in Darmstadt in zweiter Ehe Henriette Louise Auguste Friederike geborene Schleiermacher.

## Ausbildung und Beruf
Karl von Kuder wurde 1810 Regierungsassessor, 1814 Regierungsrat und 1825 Geheimer Regierungsrat jeweils in Darmstadt. 1829 wurde er Ministerialrat im großherzoglich hessischen Ministerium des Inneren und der Justiz und Mitglied der Oberpostdirektion. 1832 wurde er zum Landtagskommissar der Regierung für die Zweite Kammer der in diesem Jahr gewählten 5. Landstände bestellt. Auch bei den nachfolgenden Landtagen 1834, 1838, 1841, 1844 und 1847 nahm er diese Funktion wahr. 1841 wurde er zum Geheimrat ernannt, 1847 Spezialdirektor der Feuerversicherungsgesellschaft Colonia und 1848  pensioniert.

## Politik
1823 bis 1824 wurde Kuder für den Wahlbezirk Starkenburg 4/Seligenstadt-Babenhausen und anschließend 1826 bis 1827 für den Wahlbezirk Starkenburg 11/Umstadt in die Zweite Kammer der Landstände gewählt. 1823 brachte er als Abgeordneter einen Antrag auf bürgerliche Verbesserung der Juden in die Ständeversammlung ein.